# Lista de filmes portugueses de 1978
Lista de filmes portugueses de longa-metragem lançados comercialmente em Portugal em 1978, nas salas de cinema.
Notas: Na secção coprodução, passando o cursor sobre a bandeira aparecerá o nome do país correspondente.
| # | Filme                                        | Realização          | Género                     | Estreia        | Coprodução |
| - | -------------------------------------------- | ------------------- | -------------------------- | -------------- | ---------- |
| 1 | A Confederação - O Povo é Que Faz a História | Luís Galvão Teles   | Drama, fantástico, romance | 15 de setembro | —          |
| 2 | Nós Por Cá Todos Bem                         | Fernando Lopes      | Docuficção                 | 4 de março     | —          |
| 3 | As Horas de Maria                            | Artur Semedo        | Comédia                    | 9 de maio      | —          |
| 4 | Veredas                                      | João César Monteiro | Fantástico                 | 19 de maio     | —          |